# Liste des meilleurs tireurs de lancers francs en NBA en carrière
Cette page présente la liste des meilleurs tireurs de lancers francs en NBA en carrière en saison régulière 

## Explications
Actuellement, huit joueurs de cette liste sont encore en activité. Les lancers francs (free throws) sont comptabilisées en National Basketball Association (NBA) depuis sa création en 1946.

## Classement

### Joueurs les plus prolifiques
| ^ | Joueur en activité en NBA                                       |
| * | Joueur intronisé au Basketball Hall of Fame                     |
| ° | Joueur ne répondant pas aux critères du Basketball Hall of Fame |

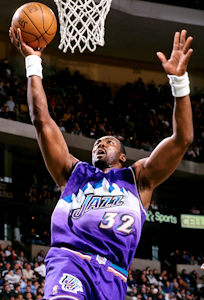
Karl Malone (1er)

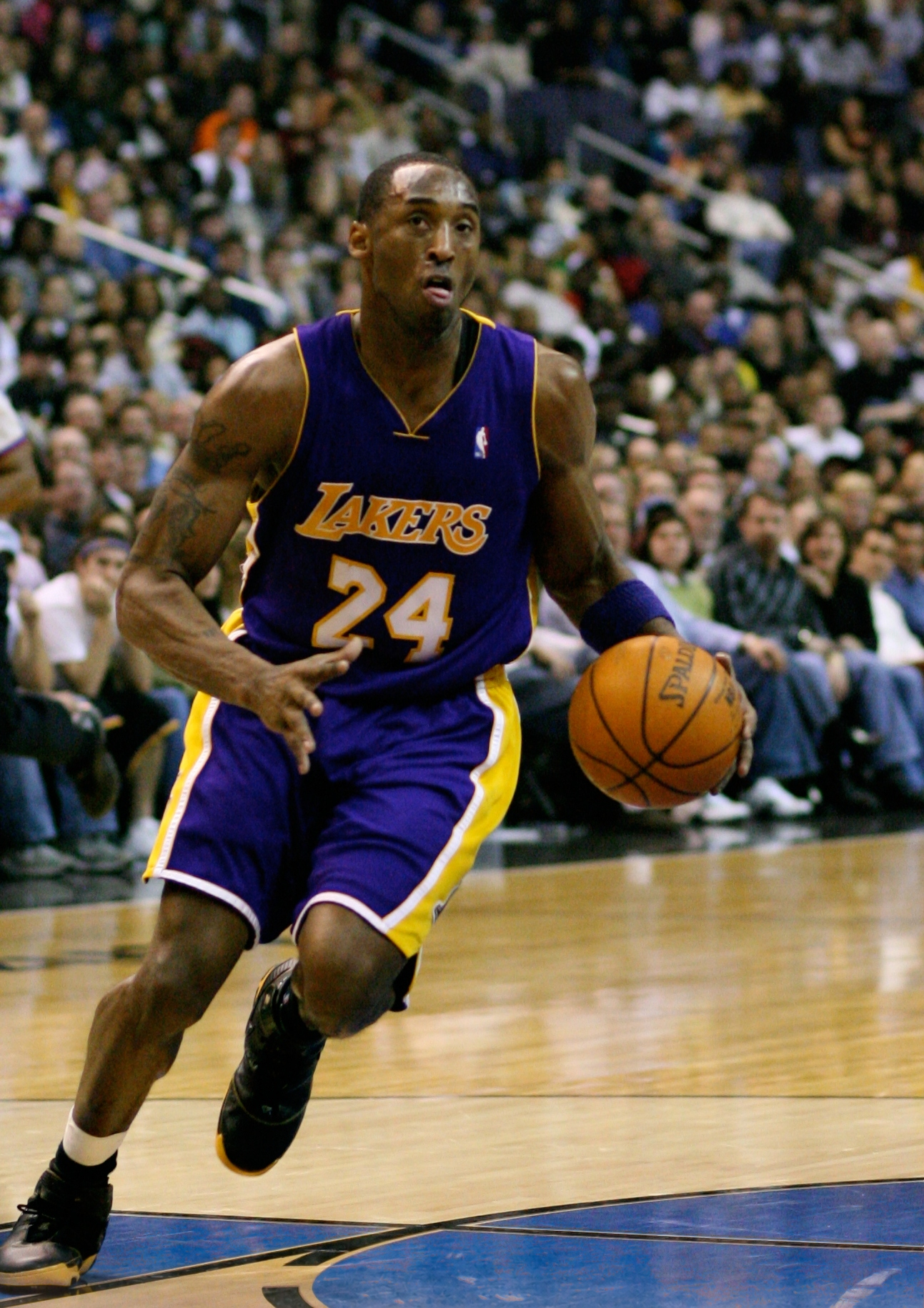
Kobe Bryant (4e)

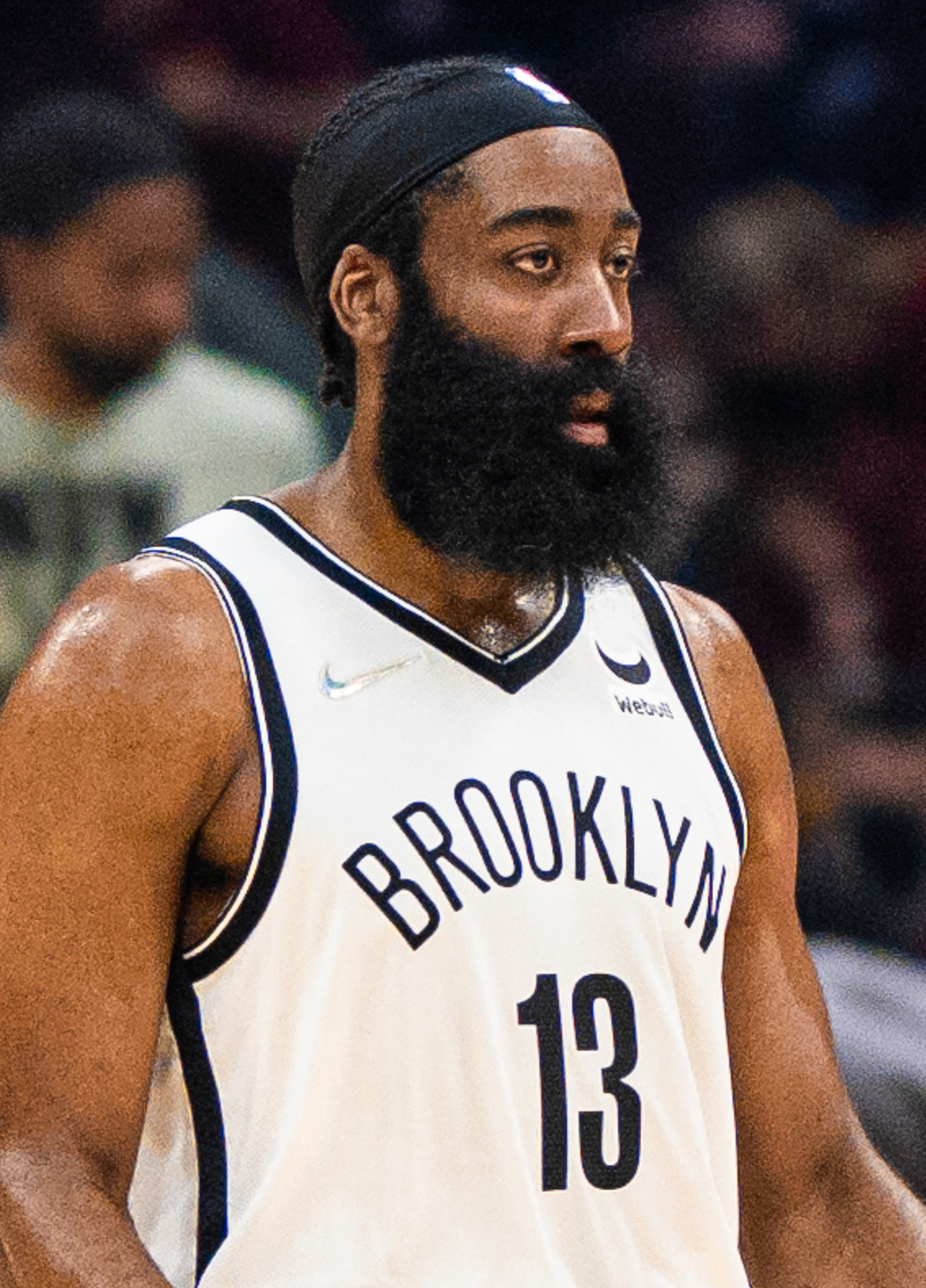
James Harden (5e)

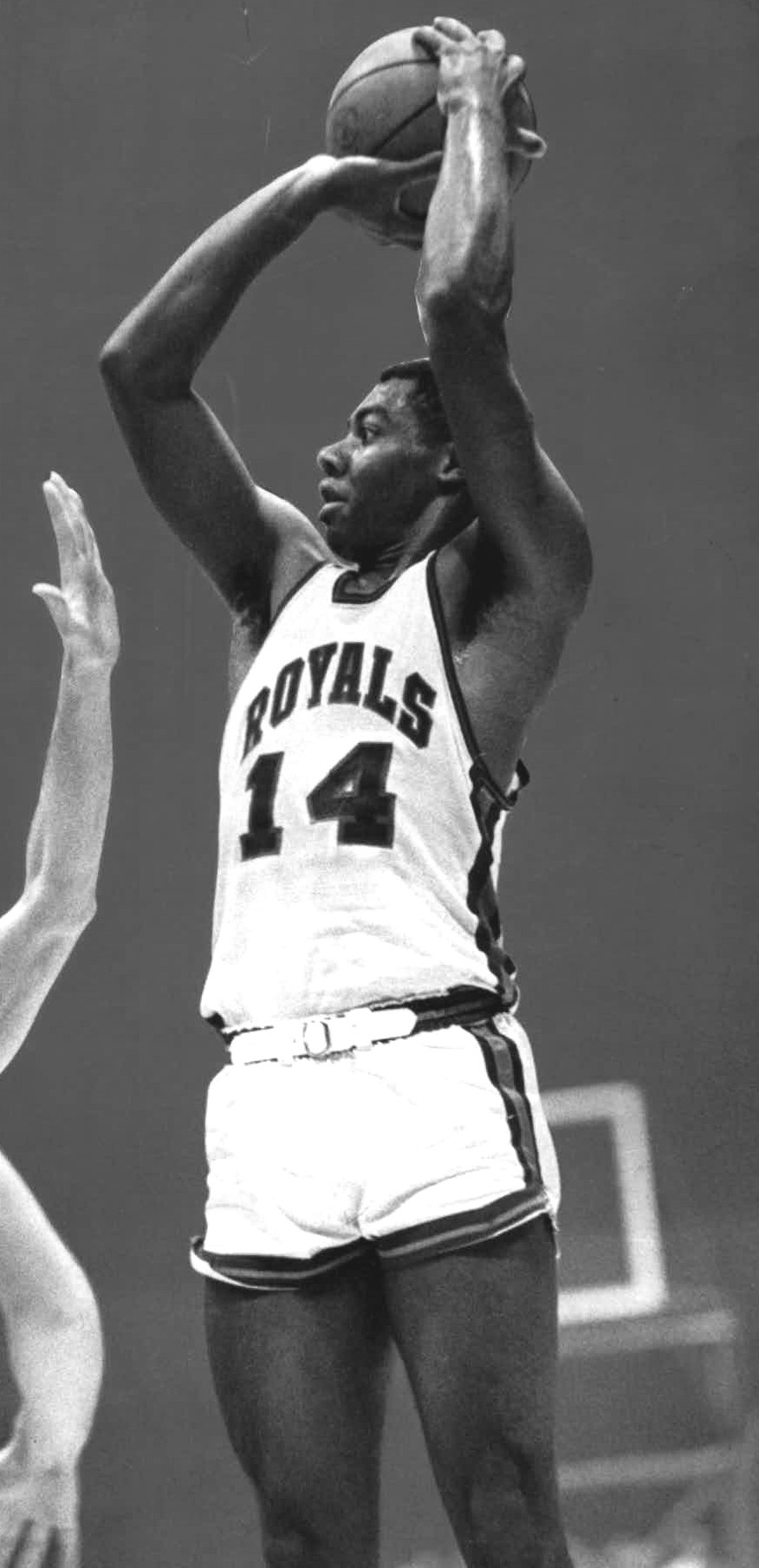
Oscar Robertson (6e)

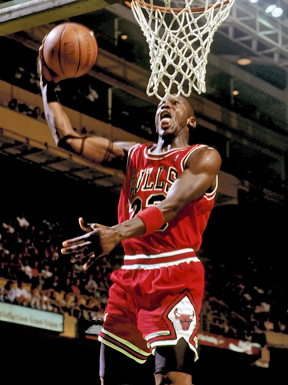
Michael Jordan (7e)

- Mise à l'issue de la fin de la saison 2024-2025.

| Rang | Nom                   | Poste             | Réussis | Tentés | Taux de réussite | C |
| ---- | --------------------- | ----------------- | ------- | ------ | ---------------- | - |
| 1    | Karl Malone           | Ailier fort       | 9 787   | 13 188 | 74,2%            | * |
| 2    | LeBron James          | Ailier            | 8 649   | 11 735 | 73,7%            | ^ |
| 3    | Moses Malone          | Pivot             | 8 529   | 11 088 | 76,9%            | * |
| 4    | Kobe Bryant           | Arrière           | 8 378   | 10 011 | 83,7%            | * |
| 5    | James Harden          | Arrière           | 8 164   | 9 478  | 86,1%            | ^ |
| 6    | Oscar Robertson       | Meneur            | 7 694   | 9 185  | 83,8%            | * |
| 7    | Michael Jordan        | Arrière           | 7 327   | 8 772  | 83,5%            | * |
| 8    | Kevin Durant          | Ailier            | 7 296   | 8 271  | 88,2%            | ^ |
| 9    | Dirk Nowitzki         | Ailier fort       | 7 240   | 8 239  | 87,9%            | * |
| 10   | Jerry West            | Arrière           | 7 160   | 8 801  | 81,4%            | * |
| 11   | Paul Pierce           | Ailier            | 6 918   | 8 578  | 80,6%            | * |
| 12   | Adrian Dantley        | Ailier            | 6 834   | 8 353  | 81,8%            | * |
| 13   | Kareem Abdul-Jabbar   | Pivot             | 6 712   | 9 304  | 72,1%            | * |
| 13   | Dolph Schayes         | Ailier fort       | 6 712   | 7 904  | 84,9%            | * |
| 15   | DeMar DeRozan         | Arrière/Ailier    | 6 549   | 7 778  | 84,2%            | ^ |
| 16   | Allen Iverson         | Meneur            | 6 375   | 8 168  | 78,0%            | * |
| 17   | Charles Barkley       | Ailier fort       | 6 349   | 8 643  | 73,5%            | * |
| 18   | Carmelo Anthony       | Ailier            | 6 320   | 7 764  | 81,4%            | ° |
| 19   | Reggie Miller         | Arrière           | 6 237   | 7 026  | 88,8%            | * |
| 20   | Bob Pettit            | Pivot             | 6 182   | 8 119  | 76,1%            | * |
| 21   | Wilt Chamberlain      | Pivot             | 6 057   | 11 862 | 51,1%            | * |
| 22   | David Robinson        | Pivot             | 6 035   | 8 201  | 73,6%            | * |
| 23   | Dominique Wilkins     | Ailier            | 6 031   | 7 438  | 81,1%            | * |
| 24   | Russell Westbrook     | Meneur            | 5 982   | 7 745  | 77,2%            | ^ |
| 25   | Shaquille O'Neal      | Pivot             | 5 935   | 11 252 | 52,7%            | * |
| 26   | Tim Duncan            | Ailier fort       | 5 896   | 8 468  | 69,6%            | * |
| 27   | Elgin Baylor          | Ailier fort       | 5 763   | 7 391  | 78,0%            | * |
| 28   | Dwyane Wade           | Arrière           | 5 708   | 7 463  | 76,5%            | * |
| 29   | Hakeem Olajuwon       | Pivot             | 5 423   | 7 620  | 71,2%            | * |
| 30   | Lenny Wilkens         | Meneur            | 5 394   | 6 973  | 77,4%            | * |
| 31   | Patrick Ewing         | Pivot             | 5 392   | 7 289  | 73,4%            | * |
| 32   | John Havlicek         | Ailier            | 5 369   | 6 589  | 81,5%            | * |
| 33   | Dwight Howard         | Pivot             | 5 361   | 9 455  | 56,7%            | ° |
| 34   | Elvin Hayes           | Ailier fort       | 5 356   | 7 999  | 67,0%            | * |
| 35   | Damian Lillard        | Meneur            | 5 262   | 5 853  | 89,9%            | ^ |
| 36   | Walt Bellamy          | Pivot             | 5 113   | 8 088  | 63,2%            | * |
| 37   | Chet Walker           | Ailier            | 5 079   | 6 384  | 79,6%            | * |
| 38   | Tom Chambers          | Ailier fort       | 5 066   | 6 274  | 80,7%            |   |
| 39   | Paul Arizin           | Ailier            | 5 010   | 6 189  | 81,0%            | * |
| 40   | Magic Johnson         | Meneur            | 4 960   | 5 850  | 84,8%            | * |
| 41   | Giánnis Antetokoúnmpo | Ailier            | 4 946   | 7 134  | 69,3%            | ^ |
| 42   | Jimmy Butler          | Ailier            | 4 920   | 5 833  | 84,3%            | ^ |
| 43   | Kevin Garnett         | Ailier fort       | 4 887   | 6 190  | 78,9%            | * |
| 44   | Chris Paul            | Meneur            | 4 857   | 5 579  | 87,1%            | ^ |
| 45   | Vince Carter          | Arrière/Ailier    | 4 852   | 6 082  | 79,8%            | * |
| 46   | John Stockton         | Meneur            | 4 788   | 5 796  | 82,6%            | * |
| 47   | Pau Gasol             | Pivot/Ailier fort | 4 755   | 6 311  | 75,3%            | * |
| 48   | Bailey Howell         | Ailier            | 4 740   | 6 224  | 76,2%            | * |
| 49   | World B. Free         | Meneur            | 4 718   | 6 264  | 75,3%            |   |
| 50   | Clyde Drexler         | Arrière           | 4 698   | 5 962  | 78,8%            | * |

### Record de lancers francs inscrits sur un match de saison régulière
Voici les joueurs ayant inscrits le plus grand nombre de lancers francs, dans un match de saison régulière en NBA. Le record est détenu par Wilt Chamberlain et Adrian Dantley, avec 28 lancers francs inscrits, le 2 mars 1962 contre les Knicks de New York et le 4 janvier 1984 contre les Rockets de Houston.
| Nombre | Joueur           | Équipe                   | Date             | Adversaire           |
| ------ | ---------------- | ------------------------ | ---------------- | -------------------- |
| 28     | Wilt Chamberlain | Warriors de Philadelphie | 2 mars 1962      | Knicks de New York   |
| 28     | Adrian Dantley   | Jazz de l'Utah           | 4 janvier 1984   | Rockets de Houston   |
| 27     | Adrian Dantley   | Jazz de l'Utah           | 25 novembre 1983 | Nuggets de Denver    |
| 26     | Adrian Dantley   | Jazz de l'Utah           | 31 octobre 1980  | Mavericks de Dallas  |
| 26     | Michael Jordan   | Bulls de Chicago         | 26 février 1987  | Nets du New Jersey   |
| 26     | Anthony Davis    | Lakers de Los Angeles    | 29 octobre 2019  | Grizzlies de Memphis |
| 25     | Dwight Howard    | Lakers de Los Angeles    | 12 mars 2013     | Magic d'Orlando      |
| 24     | 8 joueurs        | -                        | -                | -                    |